# Библиотека Војномедицинске академије С. М. Киров
Библиотека Војномедицинске академије С. М. Киров Министарства одбране Руске Федерације (рус. Библиотека Военно-медицинской академии С. М. Киров Министерства обороны Российской Федераци) по типу и функцијама јавна и матична, позајмна је библиотека, са читаоницом доступном лекарима и студентима медицинских универзитета у Санкт Петербургу. Основана је 1798. године, у години у склопу Медицинско-хируршке академије Царске Русије.

## Положај
Библиотека Војномедицинске академије смештена је у једној од зграда изграђених  специјално за Царску медицинско-хируршке академије у Санкт Петербургу,  у дворишном комплексу у улици Клин ичка д 6, на Виборгсој страни у једаном од историјских делова Санкт Петербурга, који се налази  на десној обали реке Неве и Бољшаја Невка,  левообалног дела Невског округа и дела Нарве (који је постао део Кировског округа), који је стекао славу због великог броја фабрика и учешћа њихових радника у Октобарској револуцији 1917.
Ова зграда је данас један од 112 капиталних објеката градитељске целине Војномедицинске академија С. М. Киров, које имају статус споменика архитектуре на списку УНЕСКО-а и под заштитом су Русије.

## Историја
Првом медицинском библиотеком у Русији сматра се библиотека Фармацеутског реда, основана у Москви 1620. године. Библиотечки фонд, који је служио за обуку лекара и фармацеута, састојао се од превода страних медицинских књига (Везалијева анатомија, Фармакопеја, медицинских књиге, хербаријума и др.). Године 1721. Фармацеутска школа је пренета у Санкт Петербург и преименован у Медицински факултет. Године 1754. на њеном челу је био лекар Павел Захарович Кондоида, високо образован и културан човек. Он је 1756. године послао Сенату петицију за отварање јавне медицинске библиотеке у Санкт Петербургу и након што једобио дозволу за то, он је исте године основао прву медицинску библиотека за лекаре, апотекаре и њихове помоћнике.
Када је  1796. године Павел Захарович Кондоид  постао директор Медицинског факултета, на његову иницијативу организована је библиотека у Адмиралитетској болници за потребе наставника и ученика медицинских и хируршких школа. Да би се то постигло, прво су издвојени дублети из библиотеке Високе медицинске школе, а затим књиге које су биле доступне у једном примерку, али су биле потребније школи него факултету.  Овако створена библиотека предата је Медицинско-хируршкој академији 1798. године и послужила је као основа на којој настала развијала и расла библиотека ВМА.
Године 1798. библиотека је попуњена медицинском литературом из обимне збирке књига достављених у Санкт Петербург из Варшаве. А 1799. године Павле И је набавио велику архиву познатог холандског лекара и хемичара Хермана Бурхавеа (1668-1738), која је укључивала и рукописе и штампане публикације. Ова архива се данас чува у Основној библиотеци ВМА. До 1801. године библиотека је имала 12.611 књига, а 1806. године њен фонд је већ износио 23.000 примерака. Публикације, за које је први директор библиотеке саставио систематски каталог, имала је 23 одељка.
Године 1868. библиотека академије је већ имала 68.000 примерака књига и била претплаћена на 150 часописа.
Библиотека је до своје стоте годишњице значајно порасла. Године 1881. број књига достигао је 121.500 томова и 453 наслова страних часописа. Од 1881. до 1897. године Библиотека је откупила преко 30.000 примерака  свезака и добила бесплатно 14.553 примерка. У том периоду она је представљала...једну од најкомплетнијих и најсјајнијих колекција нових, старих и ретких медицинских публикација на свету.
По богатству медицинских и природњачких публикација, Фундаментална библиотека Академије постала је једна од највећих у свету. У „Војномедицинском журналу“ за 1908. годину објављено је да је тада најбогатију библиотеку имао медицински факултет у Паризу (175 хиљада томова), а затим библиотека Војномедицинске академије у Санкт Петербургу (170 хиљада томова) .
Током Октобарске револуције и грађанског рата библиотека је имала значајне потешкоће у комплетирању својих фондова. Међутим, до 1927. године збирка библиотечког фонда академије се стабилизовала и почела значајно да се повећава.
Од 1928. године (и до 1991. године) библиотека је добијала обавезни примерак медицинске литературе од књижне коморе. Библиотека је сваке године добијала до 45 хиљада примерака литературе, неколико примерака свих домаћих медицинских часописа и главних (најзначајнијих) иностраних часописа из медицине.
У даљем периоду формирање фонда библиотеке одвијало се у складу са профилом Академије као војномедицинске образовне и научне установе, што је одредило и посебност њеног библиотечког фонда.

## Библиотечки фонд и услуге
Тренутно библиотечки фонд библиотек поседује 1.900.000 примерака медицинске, природнонаучне, војне и друштвено-политичке литературе, укључујући и најређа,  рана штампана издања европске медицинске литературе, једну од најкомплетнијих збирки руских медицинских књига и часописа из периода од 18. до 20. века, рукописе најистакнутијих представника руске и стране медицине и бројне стране војномедицинске часописе.
Библиотечки фонд поседује и прве уџбенике медицине на руском језику:
- Скраћена анатомија  професора Медицинско-хируршке академије П.А. Загорски, 1802,
- Општа хирургија - водич за наставу хирургије И.Ф. Буш, 1807,
- Општа терапија  И.Е. Дјадковски, 1836, "Војна пољска медицина" А.А. Чаруковски,
- Уметност ткања или наука о женском послу  Н.М. Максимовић-Амбодик, 1784.

Библиотека у свом фонду има и најбогатију збирку штампаних дисертација, укључујући и прву дисертацију, коју је одбраена на академији - Савва Бољшој, дисертација И.П. Павлова.
Значајан део фонда чини периодика, укључујући и прве медицинске часописе објављени у Русији:
- Санктпетербуршки медицински гласник  (1792),
- Општи часопис медицинских наука  (1811-1816),
- Војно-медицински часопис,  од 1823. до данас итд.

Библиотека је тренутно претплаћена на 360 наслова периодичних публикација, укључујући најзначајније научне медицинске часописе који се издају у Русији.
Библиотека има приступ информационим ресурсима  Научне универзалне електронске библиотеке (РУНЕБ), укључујући и научне медицинске часописе са пуним текстом.
Читаоци библиотеке имају прилику да користе образовну литературу у пуном тексту у издању издавачке куће  ГЭОТАР Медиа: «Электронная библиотека медицинского вуза. Консультант студента
У рачунарском кабинету врши се аутоматизована претрага библиографских информација у медицинским базама података: Medlane,  Российская медицина,  Medart  и др., као и у Електронском каталогу Библиотеке.

## Структура библиотеке
Библиотека у свом саставу има следеће организационе јединице:
- Управник библиотеке
- Одељење набавке
- Одељење за каталогизацију и систематизацију
- Главно одељење фонда
- Услућно одељење
- Претплата на научну литературу
- Читаоница
- Претплата на образовну литературу
- Одељење за библиографију
- Одељење за референтно-информационе услуге са електронским изворима
- Огранак библиотеке (град 49)
- Библиотечки клуб